# Albertina Fredrika av Baden-Durlach
Albertina Fredrika av Baden-Durlach (tyska: Albertine Friederike von Baden-Durlach), född den 3 juli 1682, död den 22 december 1755, var en furstebiskopinna av Lübeck. Hon spelade en politisk roll i Lübeck då hennes yngste son år 1727 tilläts tillträda före myndighetsåldern med "moderns stöd".

## Biografi
Albertina Fredrika var dotter till markgreve Fredrik VII av Baden-Durlach och Augusta Maria av Holstein-Gottorp. Hon hade påbrå från den svenska Vasaätten (hennes farmors mor var Karl IX:s dotter Katarina), och hennes farmor Christina Magdalena av Pfalz-Zweibrücken var syster till Karl X Gustav, vilket var anledningen till att hennes son Adolf Fredrik redan i vaggan erhöll en svensk officersfullmakt av Karl XII och vilket senare även skulle ha betydelse för dennes val till svensk tronföljare.
Albertina Fredrika förmäldes den 3 september 1704 med furstbiskopen av Lübeck, Kristian August av Holstein-Gottorp.
Då Albertina Fredrikas make avled 1726 var den äldste sonen Karl 20 år. Denne hann dock i praktiken knappt tillträda sin regering innan även han avled (i smittkoppor). Den näst äldste sonen, Adolf Fredrik, var då endast 17 år och egentligen formellt inte myndig att tillträda regeringen, något han med moderns stöd tilläts att göra ändå. I ett avtal med sonen avstod också Albertina Fredrika till denne godsen Stendorf, Mönch-Neversdorf och Lenzahn, därigenom tryggande Adolf Fredriks grundläggande försörjning.

## Barn
- Hedvig Sofia (tyska: Hedwig Sophie; 1705-1764), abbedissa av Herford
- Karl (1706-1727), furstbiskop av Lübeck 1726-1727
- Fredrika Amalia (tyska: Friederike Amalia; 1708-1731)
- Anne (1709-1758), gift med Vilhelm av Sachsen-Gotha-Altenburg (1701-1771)
- Adolf Fredrik (1710-1771), furstbiskop av Lübeck 1727-1750, administrator av Holstein-Gottorp 1739-1745, kung av Sverige 1751-1771.
- Fredrik August (tyska: Friedrich August; 1711-1785), furstbiskop av Lübeck 1750-1785, hertig av Oldenburg 1774/77-1785.
- Johanna Elisabeth (1712-1760), gift med Kristian August av Anhalt-Zerbst med vilken hon blev mor till Katarina II av Ryssland
- Fredrika Sofia (tyska: Friederike Sophie, född och död 1713)
- Vilhelm Kristian (tyska: Wilhelm Christian; 1716-1719)
- Fredrik Konrad (tyska: Friedrich Conrad; född och död 1718)
- Georg Ludvig (tyska: Georg Ludwig; 1719-1763), stamfar för storhertigarna av Oldenburg från och med 1823, gift med Sofie Charlotte av Schleswig-Holstein-Beck (31 december 1722-7 augusti 1763)

## Fotnoter
1. ↑  “Ifrån Hamburg är den bedrofweliga tidning inlupen, at därstädes Hans Maj:ts wår Allernådigste Konungs Fru Moder, Hennes Durchl. Enke-Hertiginnan Albertina Frederica af Hollstein Gottorp den 22 sistledne Decemb. aflidit uti dess 74:de års ålder.” (Stockholms Post-Tidningar, 1/1 1756)